# حنان جولدبلت
حنان جولدبلت (بالعبرية: חנן גולדבלט) مواليد 10 أكتوبر 1941 في تل أبيب، ممثل ومغني وكوميدياني إسرائيلي، ومجرم أدين بالاغتصاب.

## روابط خارجية
- حنان جولدبلت على موقع IMDb (الإنجليزية)
- حنان جولدبلت على موقع ميوزك برينز (الإنجليزية)
- حنان جولدبلت على موقع ديسكوغز (الإنجليزية)